# أنطونيلا (مسلسل)
انطونيلا (بالإسبانية: Antonella)‏ مسلسل تلفزيوني أرجنتيني أنتجته شركة راؤول ليكونا بالتعاون مع قناة تيليفي التليفزيونية ، تم تصويره بين عامي 1992 و 1993. بطولة أندريا ديل بوكا وهيلدا برنارد .

## فريق العمل
- أندريا ديل بوكا - انطونيلا
- هيلدا برنارد - لوكريسيا
- غوستافو بيرموديز - نيكولاس
- لويس لوكي - غاستون
- فرجينيا إينوسنتي - ميريندا
- مونيكا غالان - باولا
- سيسيليا ماريسكا - ابيلاردو
- أوزفالدو غيدي - ارتورو
- خورخي ديليا - كارلو
- مارسيلا رويز - نوريا

## روابط خارجية
- أنطونيلا على موقع IMDb (الإنجليزية)
- أنطونيلا على موقع كينوبويسك (الروسية)
- أنطونيلا على موقع قاعدة بيانات الفيلم (الإنجليزية)